# Gonnersdorf (Cadolzburg)

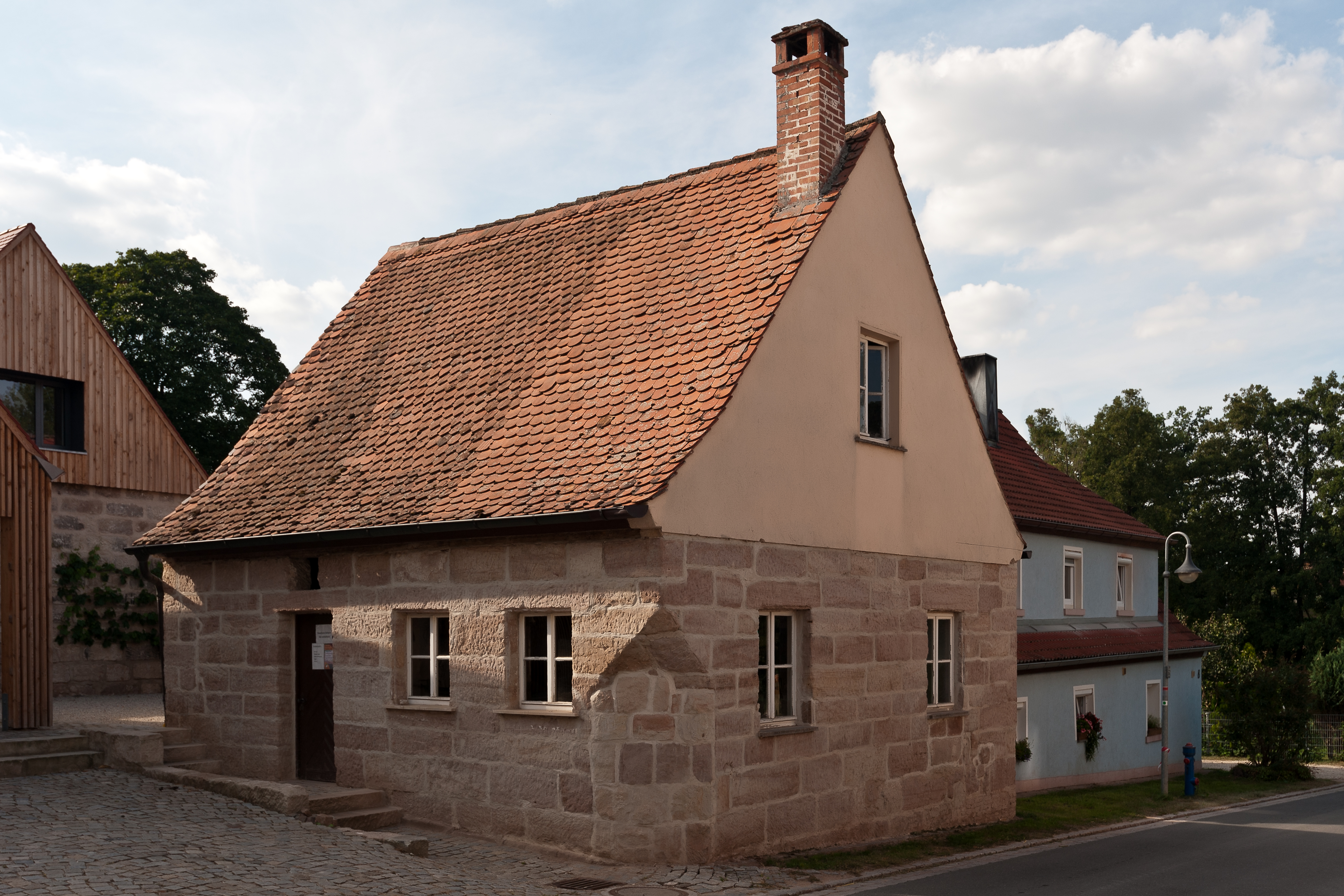
Hauptstraße (2016)

Gonnersdorf (fränkisch: Guneasch-doaf) ist ein Gemeindeteil des Marktes Cadolzburg im Landkreis Fürth (Mittelfranken, Bayern). Gonnersdorf liegt in der Gemarkung Roßendorf.

## Geografie
Das Dorf liegt knapp zwei Kilometer westlich von Cadolzburg im Tal des Farrnbaches und ist unmittelbar von Acker- und Grünland mit vereinzeltem Baumbestand umgeben. Im Süden wird die Flur Holzfeld genannt. Naturräumlich befindet es sich im Rangau. Gemeindeverbindungsstraßen führen nach Greimersdorf (1,7 km östlich), nach Cadolzburg zur Staatsstraße 2409 (2,8 km östlich), nach Roßendorf zur Kreisstraße FÜ 16 (0,7 km nördlich) und zur FÜ 16 (0,8 km westlich) zwischen Stinzendorf (0,8 km westlich) und Roßendorf (1,2 km nordöstlich).

## Geschichte
Das fruchtbare Tal war bereits zu karolingischer Zeit besiedelt. Etwa 300 m nördlich des heutigen Ortskernes befand sich eine vor- und frühgeschichtliche Siedlung unklarer Zeitstellung, die als Bodendenkmal geschützt ist.
Im Jahre 1311 wurde der Ort als „Gvnderamesdorf“ erstmals urkundlich erwähnt. Der Ortsname veränderte sich über Jahrhunderte nicht. Im Jahre 1733 wurde dieser zu „Gundersdorff“ verschliffen, 1799 schließlich zu „Gunnersdorf“. Das Bestimmungswort des Ortsnamens ist der Personenname Guntram.
Gegen Ende des 18. Jahrhunderts gab es in Gonnersdorf 11 Anwesen. Das Hochgericht übte das brandenburg-ansbachische Oberamt Cadolzburg aus. Die Dorf- und Gemeindeherrschaft hatte das Kastenamt Cadolzburg. Grundherren waren das Kastenamt Cadolzburg (1 Hof), die Deutschordenskommende Nürnberg (5 Halbhöfe, 1 Mühle), die Reichsstadt Nürnberg: Landesalmosenamt (1 Halbhof, 1 Viertelhof), St.-Klara-Klosteramt (1 Hof, 1 Gut). Im Jahre 1800 gab es im Ort neun Haushalte, von denen einer dem Kastenamt Cadolzburg unterstand und acht nürnbergisch waren.
Von 1797 bis 1808 unterstand der Ort dem Justiz- und Kammeramt Cadolzburg. Im Rahmen des Gemeindeedikts wurde Gonnersdorf dem 1808 gebildeten Steuerdistrikt Steinbach zugeordnet. Es gehörte der im selben Jahr gegründeten Ruralgemeinde Roßendorf an. Die Bayerische Uraufnahme zeigt Gonnersdorf in den 1810er Jahren mit 16 Herdstellen und der Mühle. Westlich davon ist der Farrnbach zu einem Mühlteich angestaut.
Im Zuge der Gebietsreform in Bayern wurde Gonnersdorf am 1. Juli 1972 nach Cadolzburg eingemeindet.
Der Ort ist noch heute überwiegend landwirtschaftlich geprägt. In Gonnersdorf befindet sich die größte Haselnußversuchsanlage Europas.

### Baudenkmäler
- ehemalige Mühle, um 1700 erbaut[6]
- ehemaliger Gedenkstein von 1872 an der Altstraße nach Cadolzburg[6]

### Einwohnerentwicklung
| Jahr      | 001818 | 001840 | 001861 | 001871 | 001885 | 001900 | 001925 | 001950 | 001961 | 001970 | 001987 |
| Einwohner | 80     | 115    | 99     | 120    | 102    | 88     | 88     | 122    | 82     | 85     | 56     |
| Häuser    | 16     | 16     |        |        | 19     | 19     | 17     | 16     | 17     |        | 17     |
| Quelle    | [ 15 ] | [ 16 ] | [ 17 ] | [ 18 ] | [ 19 ] | [ 20 ] | [ 21 ] | [ 22 ] | [ 23 ] | [ 24 ] | [ 1 ]  |

## Religion
Der Ort ist seit der Reformation evangelisch-lutherisch geprägt und bis heute nach St. Cäcilia  (Cadolzburg) gepfarrt. Die Einwohner römisch-katholischer Konfession sind nach St. Otto (Cadolzburg) gepfarrt.